# Jere Karlsson
Jere Karlsson (ur. 11 października 1995 w Turku) – fiński hokeista.

## Kariera
- TPS U16 (2009-2010)
- TPS U17 (2011-2012)
- TPS U18 (2011-2013)
- TPS U20 (2012-2016)
- TuTo (2016-2021)
  -  VG-62 (2016/2017)
- Nice (2021)
- Cracovia (2021-2022)
- STS Sanok (2022-2023)
- TuTo (2023-)

Wychowanek klubu Turun Weikot (TuWe) w rodzinnym mieście. Karierę rozwijał w zespołach juniorskich klubu TPS i był kapitanem ekipy do lat 20 w dwóch ostatnich sezonach gry. W drużynie seniorskiej TPS nie zagrał. Od maja 2016 przez pięć sezonow reprezentował klub TUTO Hockey w lidze Mestis, w tym przez trzy edycje pełnił funkcję kapitana. W maju 2021 został zakontraktowany przez klub z Nice we francuskich rozgrywkach Ligue Magnus. Na początku listopada 2021 został zawodnikiem Cracovii w Polskiej Hokej Lidze. 31 stycznia 2022 ogłoszono jego odejście z tego klubu i jednocześnie angaż w STS Sanok. Latem 2023 powrócił do TuTo.

## Sukcesy
Klubowe
- Brązowy medal SM-liiga U18: 2012 z TPS U18
- Złoty medal SM-liiga U20: 2015 z TPS U20
- Puchar Finlandii: 2017 z TuTo
- Srebrny medal Mestis: 2018 z TuTo
- Brązowy medal Mestis: 2019 z TuTo
- Puchar Polski: 2021 z Cracovią